# Shōta Hayashi
Shōta Hayashi (japanisch 林 祥太 Hayashi Shōta; * 24. Februar 1995 in der Präfektur Kyoto) ist ein japanischer Fußballspieler.

## Karriere
Hayashi erlernte das Fußballspielen in der Schulmannschaft der Kumiyama High School und der Universitätsmannschaft der Kokushikan-Universität. Seinen ersten Vertrag unterschrieb er 2017 bei Roasso Kumamoto. Der Verein spielte in der zweithöchsten Liga des Landes, der J2 League. Für den Verein absolvierte er 19 Ligaspiele. 2019 wechselte er zu Arterivo Wakayama.